# Nekrolog 1950
Nekrolog
◄◄
| ◄
| 1946
| 1947
| 1948
| 1949
| 1950 | 1951 | 1952 | 1953 | 1954 | ► | ►►
1. Quartal |
2. Quartal |
3. Quartal |
4. Quartal 
Weitere Ereignisse | Allgemeiner Nekrolog 1950
Die Beschreibung der verstorbenen Person sollte so kurz wie möglich gehalten sein und nur deren signifikante Tätigkeit(en) enthalten.
Neue Namen ggf. auch unter dem Geburts- und Sterbedatum, also etwa unter 1. Januar und im Geburts- und Sterbejahr (2024) eintragen (nur bei entsprechender großer Wichtigkeit). Für Beispiele siehe die schon vorhandenen Artikel.
Außerdem über die fünf zuletzt Verstorbenen, zu denen es einen ausreichend guten Artikel für eine Präsentation auf der Hauptseite gibt, nach der todesbedingten Überarbeitung der Artikel ggf. auch unter Wikipedia Diskussion:Hauptseite informieren und sie am besten auch in den anderen Wikipedia-Sprachversionen eintragen. Tipp: Regelmäßig bei news.google.de nach „ist tot“, „gestorben“ oder „verstorben“ suchen.
Wenn eine Person gestorben ist, gibt es viele Seiten zu dieser Person in der Wikipedia, die davon auch betroffen sind und entsprechend aktualisiert werden müssen. Beispiele: Namenübersichtsseite, Geburtsjahr, Geburtsort-Seiten und viele mehr.
Wie finde ich die betroffenen Seiten?
Im Suchfeld auf der linken Seite gibt man den Suchbegriff so ein: „Vorname Nachname“. Dann klickt man auf Volltext und alle Seiten mit entsprechendem Suchtext werden aufgerufen. Hier sieht man dann schnell, wo auch das Todesjahr Sinn macht oder sogar ein Teil des Artikels angepasst werden muss. Auch hilft das „Werkzeug“ auf der linken Seite sehr gut, um solche Seiten aufzufinden: „Links auf diese Seite“. Somit ist die Wikipedia wieder aktuell in allen Bereichen! Hinweis: bei Eintragung der Kategorie „Gestorben JAHR“ wird der Missbrauchsfilter 49 ausgelöst, was jedoch nicht schlimm ist. Siehe: Spezial:Missbrauchsfilter/49
Dies ist eine Liste von im Jahr 1950 verstorbenen bekannten Persönlichkeiten. Die Einträge erfolgen innerhalb der einzelnen Daten alphabetisch sortiert. Tiere sind im Nekrolog für Tiere zu finden.
Die Liste ist nach Quartalen aufgeteilt:
- Nekrolog 1. Quartal 1950: Januar, Februar und März
- Nekrolog 2. Quartal 1950: April, Mai und Juni
- Nekrolog 3. Quartal 1950: Juli, August und September
- Nekrolog 4. Quartal 1950: Oktober, November und Dezember

## Datum unbekannt
| Name                                | Beruf, bekannt als                                                                                 | Alter |
| ----------------------------------- | -------------------------------------------------------------------------------------------------- | ----- |
| Tewfik Abdullah                     | ägyptischer Fußballspieler                                                                         |       |
| Jakob Ahlers                        | deutscher Diplomat                                                                                 |       |
| Auguste Aramini                     | französischer Sänger                                                                               |       |
| Ernest Archdeacon                   | französischer Flugpionier                                                                          |       |
| Christian Ingerslev Baastrup        | dänischer Radiologe                                                                                |       |
| Joseph-Edouard-Louis Beernaert      | belgischer Generalleutnant                                                                         |       |
| Hermann Betschart                   | Schweizer Ruderer                                                                                  |       |
| Leopoldo Blázquez Margáin           | mexikanischer Botschafter                                                                          |       |
| Agnes Bricht-Pyllemann              | österreichische Pianistin, Konzertsängerin und Gesangspädagogin                                    | ≈82   |
| Herbert Ashwin Budd                 | britischer Maler                                                                                   |       |
| Robert Burns                        | US-amerikanischer Politiker                                                                        |       |
| Ion Aurel Candrea                   | rumänischer Romanist, Rumänist und Ethnologe                                                       |       |
| Francisco Castillo Nájera           | mexikanischer Diplomat                                                                             |       |
| Galip Cav                           | türkischer Radrennfahrer                                                                           |       |
| Pierre Chareau                      | französischer Architekt, Innenarchitekt und Musiker                                                |       |
| Claire Colinet                      | französische Bildhauerin des Art déco                                                              |       |
| Robert Collier                      | US-amerikanischer Autor von Selbsthilfebüchern                                                     |       |
| Heinrich Colloseus                  | deutscher Chemiker und Industrieller                                                               |       |
| Agnes Conway                        | britische Historikerin und Archäologin, die im Nahen Osten arbeitete (1929–1936)                   |       |
| Joseph Fernand Gaston Robert Couget | französischer Diplomat                                                                             |       |
| Jaime de Angulo                     | US-amerikanischer Linguist, Ethnologe und Ethnomusikologe mit spanisch-französischen Wurzeln       |       |
| Franz Defregger                     | deutscher Architekt und Baubeamter der Postbauschule                                               |       |
| Héctor J. Díaz                      | dominikanischer Schriftsteller und Komponist                                                       |       |
| Richard Doell                       | deutscher Musikpädagoge und Kirchenmusiker                                                         |       |
| Willibald Eisert                    | deutscher Dichter und Komponist                                                                    |       |
| Rudolf Eisold                       | deutscher Baumeister und Bauunternehmer                                                            |       |
| Wolfgang Federau                    | deutscher Dichter und Schriftsteller                                                               |       |
| Gustav Fenkohl                      | deutscher Landschaftsmaler                                                                         |       |
| Paul Franke                         | deutscher Eiskunstläufer                                                                           |       |
| Ludwig Frühauf                      | deutscher Politiker (Völkischer Block)                                                             |       |
| René-Maurice Gattefossé             | französischer Chemiker und Parfümeur                                                               |       |
| Paul Glowka                         | deutscher Fußballtorhüter                                                                          |       |
| Otto Graf                           | deutscher Kunst- und Dekorationsmaler                                                              |       |
| Hippolyte Havel                     | tschechischer Anarchist                                                                            |       |
| Ernest Henry                        | Schweizer Ingenieur                                                                                |       |
| Leo Hepp                            | deutscher Veterinär                                                                                |       |
| Santos León Herrera                 | Präsident Costa Ricas                                                                              |       |
| Walther Isendahl                    | deutscher Ingenieur und Fachschriftsteller für Kraftfahrzeuge und Kraftfahrwesen                   |       |
| Walther Jaques                      | deutscher Ministerialbeamter und Manager der Energieversorgungsindustrie                           |       |
| Abdul Hamid Karami                  | libanesischer Ministerpräsident                                                                    |       |
| Otto Kirchner                       | deutscher Schauspieler, Regisseur und Theaterintendant                                             |       |
| Louis Henry Weston Klingender       | britischer Tiermaler der Düsseldorfer Schule                                                       |       |
| Franz Albert Kramer                 | deutscher Journalist und Publizist                                                                 |       |
| Fred Krüger                         | deutscher Rundfunkreporter und Sportjournalist                                                     |       |
| Joanny-Philippe Lagrula             | französischer Astronom                                                                             |       |
| Carl Langhorst                      | deutscher Porträtmaler                                                                             |       |
| Richard Lauterbach                  | US-amerikanischer Journalist                                                                       |       |
| Hermann Lewandowski                 | deutscher Industrieller und Fabrikant                                                              |       |
| Julius Lewin                        | deutscher Unternehmer in der Zigaretten- und Tabakindustrie                                        |       |
| Wilhelm Löbbe                       | deutscher Konstrukteur und Manager im Maschinenbau                                                 |       |
| Max Luber                           | deutscher Maler                                                                                    |       |
| Hermann Luchterhand                 | deutscher Verleger                                                                                 |       |
| Fritz Lux                           | Schweizer Lebensmitteltechnologe und Erfinder des Malzbieres                                       |       |
| John Arnott MacCulloch              | britischer Keltologe                                                                               |       |
| Gabriel Maugain                     | französischer Romanist, Italianist und Komparatist                                                 |       |
| Wladimir Metzl                      | russischer Pianist, Komponist und Musikpädagoge                                                    | ≈68   |
| Louise Modersohn-Breling            | deutsche Sängerin und Malerin                                                                      |       |
| Henri Moreno                        | französischer Turner                                                                               |       |
| Leland B. Morris                    | US-amerikanischer Diplomat                                                                         |       |
| Dan T. Muse                         | US-amerikanischer Geistlicher der Pfingstbewegung                                                  |       |
| Demetru Negulescu                   | rumänischer Jurist und Diplomat sowie Richter am Ständigen Internationalen Gerichtshof (1931–1945) |       |
| Christian Neuper                    | deutscher Bildhauer                                                                                |       |
| William Ormston                     | britischer Radrennfahrer                                                                           |       |
| Gustav Ortenau                      | deutscher Generaloberarzt, Lungenfacharzt                                                          |       |
| Wilhelm Ottomeyer                   | deutscher Unternehmer                                                                              |       |
| Maurice O’Sullivan                  | irischer Schriftsteller                                                                            |       |
| Walter Petersen                     | deutscher Porträt-, Genre- und Historienmaler der Düsseldorfer Schule                              |       |
| Ernst Poetsch                       | deutscher Fußballspieler                                                                           |       |
| Wilhelm Renfordt                    | deutscher Maler                                                                                    |       |
| Detlev von Reventlow                | deutscher Verwaltungsbeamter und Verbandsfunktionär                                                |       |
| Ernest Rice                         | US-amerikanischer Politiker                                                                        |       |
| Oskar Rosenfelder                   | deutscher Papierfabrikant und der Erfinder der Papiertaschentücher Tempo                           |       |
| Adolf Röser                         | deutscher Holzhändler, Sägemühlenbesitzer und Politiker (FVP), MdR                                 |       |
| Ernst Sattler                       | sudetendeutscher politischer Funktionär (DSAP)                                                     |       |
| Ferruccio Scattola                  | italienischer Maler                                                                                |       |
| Bruno C. Schestak                   | sudetendeutscher Komponist und Dirigent                                                            |       |
| Johannes Schnegg                    | deutscher Brauwissenschaftler                                                                      |       |
| Margarete Schuck                    | deutsche Schriftstellerin                                                                          |       |
| Stanisław Srokowski                 | polnischer Geograph und Diplomat                                                                   |       |
| Franz Staeble                       | deutscher Physiker (Optiker) und Unternehmer in der fotografischen Industrie                       |       |
| Charles Alexander Stevenson         | schottischer Leuchtturm-Konstrukteur                                                               |       |
| Heinrich Strätling                  | deutscher Industrieller                                                                            |       |
| Sugimoto Etsu Inagaki               | japanische Schriftstellerin                                                                        |       |
| Cäsar Thierfelder                   | deutscher Gewerkschafts- und Parteifunktionär (SPD/SED)                                            |       |
| Agustín Undurraga                   | chilenischer Maler                                                                                 |       |
| Spyros Vellas                       | griechischer Tauzieher und Leichtathlet                                                            |       |
| Alexander Wallace                   | englischer Fußballspieler                                                                          |       |
| Turi Weinmann                       | deutscher Bildhauer                                                                                |       |
| William Williamson                  | schottischer Amateur-Zoologe                                                                       |       |
| Charles Windolph                    | US-amerikanischer Soldat und Träger der Medal of Honor                                             |       |
| Christoph Wirth                     | deutscher Pionier der Elektrotechnik                                                               |       |